# Väihijärvi
Väihijärvi är en sjö i kommunen Juupajoki i landskapet Birkaland i Finland. Sjön ligger 120,8 meter över havet. Arean är 58 hektar och strandlinjen är 5,49 kilometer lång. Sjön  ingår i Kumo älvs huvudavrinningsområde.   Den ligger omkring 59 km nordöst om Tammerfors och omkring 190 km norr om Helsingfors. 